# 스위스 농민 전쟁
스위스 농민 전쟁(Swiss peasant war)은 1653년 앙시앵 레짐 당시 구스위스 연방에서 대중적인 반란이었다. 베른 화폐의 평가절하로 인해 루체른주의 엔틀레부흐 계곡에서 베른주의 에멘탈 계곡, 졸로투른과 바젤, 그리고 아르가우까지 퍼진 조세 반란이 일어났다.
시골 주민들은 그들의 통치 당국인 칸톤 수도의 도시 의회에 재정적 구호를 요구했다. 그들의 요구가 시 당국에 의해 기각되자 농민들은 스스로를 조직하고, 도시를 봉쇄하겠다고 위협했다. 다른 주의 중재로 초기 타협이 실패한 후, 농민들은 후트빌 조약에 따라 연합하여 ‘후트빌 동맹’을 결성했다. 그들의 운동은 처음에는 순전히 재정적 요구를 넘어서 더욱 급진적이었다. 후트빌 동맹은 스스로를 시 당국과 동등하고, 독립적인 정치적 실체로 여겼으며, 영토에서 완전한 군사적, 정치적 주권을 주장했다.
농민들은 베른과 루체른을 포위했고, 그 후 도시들은 농민 지도자 니클라우스 로이엔베르커와 이른바 무리펠트의 평화라고 불리는 평화 협정을 맺고 농민군은 후퇴했다. 구스위스 연방의 연방 평의회인 타크자충은 반란을 결정적으로 끝내기 위해 취리히에서 군대를 보냈고, 볼렌쉬빌 전투 이후 후트빌 동맹은 멜링엔의 평화 속에서 강제로 해산되었다. 엔틀레부흐 계곡의 마지막 저항은 6월 말까지 무너졌다. 승리 후 시 당국은 과감한 처벌 조치를 취했다. 후트빌 동맹과 무리펠트의 평화는 베른 시의회에서 무효로 선언되었다. 봉기의 많은 지도자들은 체포되어 고문을 당하고, 마침내 중형을 선고를 받았다. 니콜라우스 로이엔베르커는 1653년 9월 6일 베른에서 참수되고 네 갈래로 절단되었다.[a]
절대주의 도시 당국은 완전한 군사적 승리를 거두었지만, 전쟁은 또한 그들이 농촌 주민에 크게 의존하고 있음을 보여주었다. 전쟁이 끝난 직후 지배 귀족들은 일련의 개혁을 단행했고, 심지어 세금을 일부 인하하여 농민의 원래 재정 요구를 일부 충족시켰다. 장기적으로 1653년의 농민 전쟁은 루이 14세의 통치기 동안 프랑스에서 일어났던 것처럼 스위스가 절대주의로 과도하게 빠져드는 것을 막았다.

## 배경
17세기에 구스위스 연방은 13개 주로 구성된 독립된 칸톤의 연합이었다. 연방은 이전에 지배했던 군주를 희생시키면서 정치적, 군사적 수단으로 영토를 시골로 확장한 도시 국가뿐만 아니라 시골 지역으로 구성되었다. 도시는 기존의 행정 구조를 인수했다. 이 도시 칸톤에서 시의회는 시골을 다스렸다. 그들은 사법권을 보유하고, 또한 지역 행정관(Landvögte)을 임명했다.
시골과 도시 칸톤은 연방에서 같은 지위를 가졌다. 각 칸톤은 영토 내에서 주권을 행사했으며, 자체 외교 정책을 펼치고, 자체 화폐를 주조했다. 연맹의 의회 및 중앙평의회인 타크자충은 실질적인 권력이 없었고, 조정의 도구로 더 많이 사용되었다. 16세기 초의 종교개혁은 여러 주 사이에 신앙고백의 분열을 가져왔다. 루체른을 포함한 스위스 중부 주는 가톨릭으로 남아 있었던 반면, 취리히, 베른, 바젤, 샤프하우젠 및 장크트갈렌은 개신교가 되었다. 타크자충은 동등하게 강력한 파벌을 형성한 카톨릭과 개신교 측의 불일치로 인해 종종 마비되었다.
15세기 초 이후 정복된 영토는 칸톤에 의해 콘도미니엄으로 통치되었다. 이 지역의 리브는 2년 동안 타크자충에 의해 할당되었다. 직위는 칸톤 사이에서 격년으로 변경되었다. 아르가우는 1415년에 합병되었다. 서쪽 부분은 베른에 속했고, 동쪽 부분은 북쪽의 이전 바덴 백국령과 독일의 자유 구역(Freie Ämter)[b]의 두 개의 콘도미니엄으로 구성되었다. 남쪽. 자유 지구는 스위스 종교개혁 이후 강제로 재편입되었고, 가톨릭 주, 특히 루체른, 추크, 그리고 우리주는 이러한 지역을 영향력 범위의 일부로 간주했으며, 리브는 일반적으로 이러한 주에서 나왔다. 1460년에 합병된 투르가우는 또한 남부 동맹의 콘도미니엄이었다.

## 분쟁의 원인

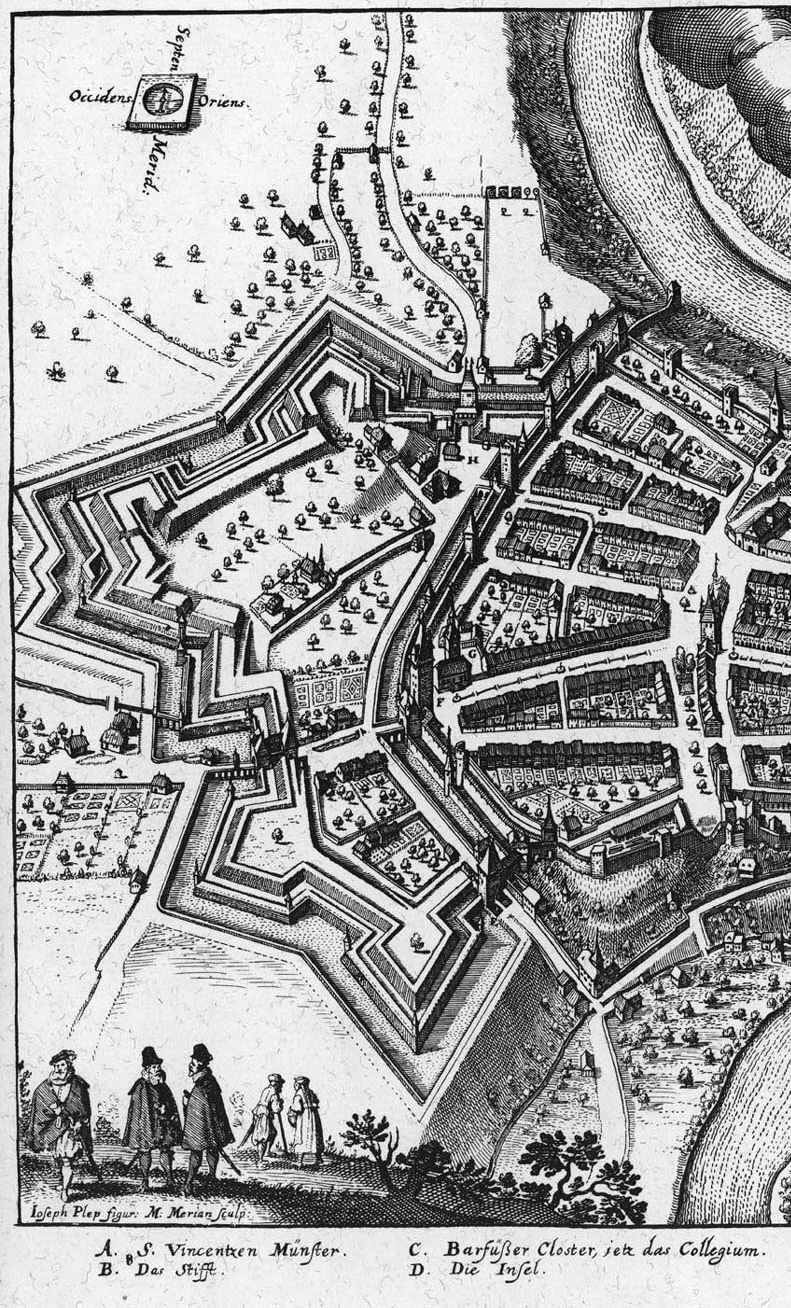
베른의 새로운 도시 요새들, 소위 샨첸은 1622년부터 1634년까지 건설되었다.

1653년 농민전쟁의 근본 원인은 30년 전쟁이 끝난 후 급변하는 경제 상황 때문이었다. 구스위스 연방은 모든 호전적인 행동에서 제외되었다. 스위스 농민들은 이전보다 더 높은 가격에 농산물을 수출할 수 있었기 때문에 일반적으로 전시 경제에서 이익을 얻었다. 베스트팔렌 조약 이후 남부 독일 경제는 빠르게 회복되었고, 스위스 수출은 줄어들었고, 농산물 가격은 떨어졌다. 전시 호황기에 빚을 냈던 많은 스위스 농민들은 갑자기 재정적 문제에 직면했다.
동시에 전쟁은 1620년대 이후로 도시에 상당한 비용을 초래했다. 예를 들어 새로운 요새와 같은 더 나은 방어 시설을 건설하는 데 드는 비용이다. 주에 대한 상당한 수입원이 고갈되었다. 전쟁으로 고갈된 재정적 수단인 프랑스와 스페인은 더 이상 연금을 지급하지 않았고, 주에서 용병 연대를 제공하는 대가로 합의된 금액을 지불하지 않았다. 시 당국은 한편으로는 세금을 인상하거나 새로운 것을 발명함으로써 이를 보상하고 비용을 충당하려고 했고, 다른 한편으로는 동일한 액면가를 지닌 바트첸이라는 가치가 떨어지는 구리 동전을 주조하려고 했다.이전에 주조된 은화처럼. 인구는 은화를 사재기 시작했고 유통에 남아 있던 값싼 구리 화폐는 계속해서 구매력을 잃었다.[c] 취리히, 바젤 및 중앙 스위스 주는 1623년에 이미 더 가치 있는 주화를 다시 주조하기 시작했다. 베른과 졸로투른, 프리부르그는 대신에 구리와 은화 사이에 강제 고정 환율을 설정했지만, 이 조치는 사실상의 평가절하를 깨뜨리지 못했다. 전쟁이 끝날 무렵, 인구는 전후 침체와 높은 인플레이션, 높은 세금에 직면했다. 이 금융 위기는 1629~36년 루체른, 1641년 베른 또는 1645/46년 취리히에서와 같이 연방의 여러 주에서 일련의 세금 반란을 일으켰다. 1653년의 봉기는 이 시리즈를 계속했지만, 갈등을 전례 없는 수준으로 끌어올렸다.
15세기 이후로 도시 주의 정치 권력은 점점 더 공직을 세습적인 지위로 여기고 귀족적이고 절대주의적인 태도를 발전시킨 소수의 도시 가족의 손에 집중되었다. 천천히, 치안 판사들의 도시 과두 정치가 형성되었다. 소규모 도시 엘리트에 이러한 권력 집중이 진정한 "참여 위기"를 야기했다(Suter). 농촌 인구는 노인의 권리와 사회적, 문화적 자유를 제한하는 동의 없이 발표된 법령의 적용을 점점 더 많이 받았다.

## 반란

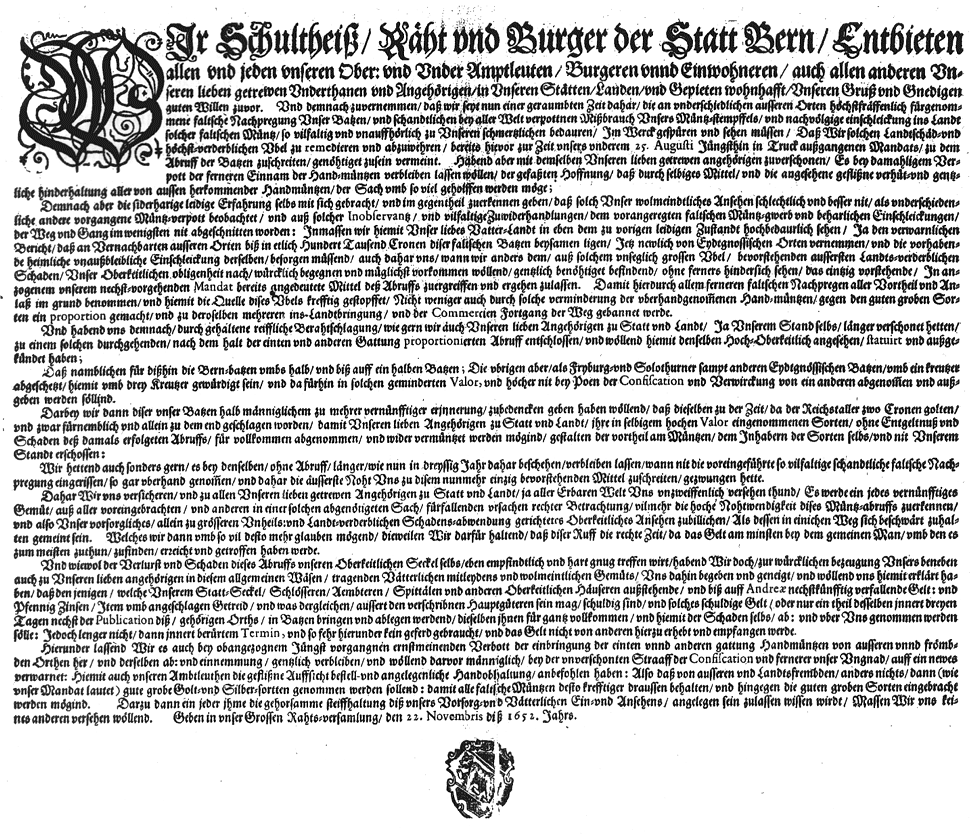
베른 시 당국의 이 칙령은 바첸의 평가 절하를 선언했다. 문서는 1652년 11월 22일(구식)로, 1652년 12월 2일(신식)에 해당한다.

1652년 12월 초, 베른은 인플레이션을 방지하기 위해 액면가를 내재가치로 조정하기 위해 구리 바트첸을 50% 평가절하했다. 당국은 이전 환율로 구리 주화를 보다 안정적인 금화 또는 은화와 교환하는 데 3일의 기간을 설정했다. 따라서 많은 사람들이 이 교환 제안을 이용할 수 없었고 대부분, 특히 농촌 인구의 경우 재산의 절반이 사라졌다. 다른 주들도 곧 그 뒤를 따랐고 마찬가지로 베른 구리 화폐의 가치를 평가절하했다. 베른 바트첸이 널리 사용되었던 루체른의 엔틀레부흐 계곡에서 상황이 가장 심각했다. 많은 농민의 재정 상황은 지속 불가능한 상태가 되었다. 내부자 거래 루체른의 집정관들은 주민들의 불안을 조장했다. 쉬프하임의 한스 에메네커와 에숄츠마트의 크리스티안 쉬비가 이끄는 엔틀레부히 계곡의 농민들은 구제를 요청하기 위해 루체른에 대표단을 보냈지만, 시의회는 그들의 말을 듣지도 않았다. 분노한 농민들은 당시 당국의 법률이 집회의 자유를 부정했기 때문에 그러한 집회가 불법이었음에도 불구하고, 하일리그크로이츠 계곡 인구의 총회(란츠게마인데)를 조직했다. 미사 후 거행된 집회1653년 2월 10일에 루체른 당국이 세금을 줄이고 소금, 소, 말 거래에 대한 세금과 같은 세금 중 일부를 완전히 폐지함으로써 그들의 요구를 충족할 때까지 모든 세금 납부를 중단하기로 결정했다.
루체른 당국은 주민들의 요구를 기꺼이 들어주지 않았지만, 이 반란을 진압하지도 못했다. 루체른 주의 대부분의 농촌 지역은 1653년 2월 26일 볼 후젠에서 체결된 동맹에서 엔틀레부흐 계곡의 농민 편에 섰다. 에멘탈 계곡이 베르너 당국의 유사한 요구를 해결하면서 그들의 대의에 합류했다. 두 주는 갈등에 중재하기 위해 구스위스 연방의 다른 참여하지 않은 구성원을 요청했지만, 동시에 칸톤 정부의 식단인 타크자충도 군사적 결의안을 준비하기 시작했다. 군대 샤프하우젠과 바젤은 아르가우로 파견되었지만, 이는 즉시 주민들 사이에서 무장 저항을 촉구하여 군대가 철수해야 했다.
1653년 3월 18일, 중재하는 가톨릭 중앙 스위스 칸톤은 대부분의 농민 요구, 특히 재정 요구를 충족시키는 결의안을 루체른에서 제안했다. 베른에서는 1653년 4월 4일 취리히 시장 요한 하인리히 바저의 지시하에 취리히의 개신교 대표단이 유사한 타협안을 제안했다. 베른 에멘탈 및 해당주의 대부분의 구역 루체른의 사람들은 이 결의안을 수락했고 그들의 대표자들은 새로운 충성을 맹세했다. 그러나 엔틀레부히 계곡의 사람들은 당국의 조건을 받아들이지 않았다. 세금 감면을 제공하는 것 외에 반란을 범죄로 규정하고 지도자들의 처벌을 요구했기 때문이다. 지그나우 회의에서 1653년 4월 10일 엔틀레부히의 대표자들은 에멘탈에서 이웃을 설득했다. 의회는 대표자들이 베른에서 맹세한 새로운 맹세를 지키지 않기로 결정했다.

## 동맹 결성

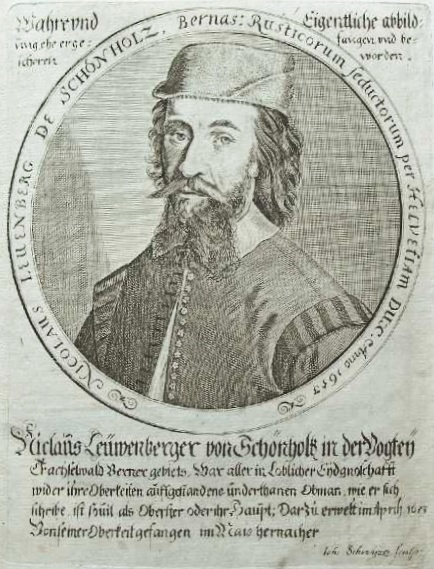
1653년의 가장 유명한 농민 지도자였던 니클라우스 로이엔베르커의 동시대 판화. 쇤홀츠는 뤼더빌에 있는 마을이다.

시 당국과 농민 간의 협상은 계속되지 않았다. 당국이 타크자충에서 반란을 처리하는 방법에 대해 토론하는 동안 농민들은 다른 지역의 농촌 주민들 사이에서 자신들의 대의를 지지하기 위해 일했고 공식적인 동맹을 위해 로비를 벌였다. 1645년과 1646년에 이미 자신의 영역에서 지역 소요를 진압한 도시 당국은 선동의 위험을 이미 인식하고 취리히로 파견된 농민 대표단을 즉시 돌려보냈다. 1653년 4월 23일, 루체른, 베른, 바젤, 졸로투른 시골 사람들의 대표들이 수미스발트에서 만나 목표를 달성하기 위해 서로를 돕기 위한 동맹을 체결했다. 일주일 후, 그들은 후트빌에서 다시 만났다. 그들은 그 동맹을 갱신하고 에멘탈의 뤼더스빌에서 니클라우스 로이엔부르커를 지도자로 선출했다.
1653년 5월 14일, 농민들은 후트빌에 있는 란츠게마인데에서 다시 만나 구스위스 연방 연방의회 양식으로 작성된 계약서에 서명함으로써 ‘후트빌 동맹’으로 동맹을 공식화했다. 이 조약은 리그를 도시와 동등하고 독립적으로 간주하는 별도의 정치적 실체로 명확하게 확립했다. 세금 반란은 이데올로기적으로 전통적인 스위스 건국 전설, 특히 빌리엄텔의 전설에 기초한 독립 운동이 되었다. 법적으로 농민들은 구스위스 연방의 중요한 연합 조약 중 하나인 1481년의 옛 권리, 특히 1481년의 슈탄저 베르코민니스(Stanser Verkommnis)의 권리에 의해 집회와 노동조합을 정당화했다.
그때까지 농민들은 그들이 통제하는 영토에 대한 완전한 주권을 차지했다. 그들은 시 당국의 관할권을 인정하기를 거부했고 또한 그 지역에 대한 군사적 통제도 가지고 있었다. 후트빌 동맹은 전체 연방에서 농촌 인구를 포함할 때까지 확장할 의도를 공개적으로 선언했다. 농촌 인구의 대다수는 반란을 지지했다. 반대하는 소수는 폭력의 위협과 때로는 폭력의 위협에 침묵했다. 도시들 사이의 통신은 두절되었고, 공식 사절은 흔들렸고, 강 위의 배들은 나포되었다. 농민들은 프랑스 왕 루이 14세에게 그들의 선의를 확인하는 편지를 졸로투른에 있는 프랑스 대사에게 보내기까지 했다.
통치 시 당국 간의 관계를 지배했던 고백적 갈등은 후트빌 동맹의 농민들에게 부차적인 것이었다. 농민 동맹은 엔틀레부흐와 졸로투른의 카톨릭 사람들을 에멘탈과 바젤의 개신교 농민과 결합하여 고백적 분열을 연결했다. 후트빌 조약은 이러한 이중 신앙고백주의를 명시적으로 인정했다. 도시들은 각자의 고백 영역 내에서 군사 지원을 위한 모든 작전과 협상을 계속했다. 카톨릭 루체른은 카톨릭 중부 스위스 칸톤에 중재와 군사적 도움을 요청한 반면 개신교 베른은 개신교 취리히에게 도움을 요청했다. 가톨릭과 개신교 주의 당국 사이에 불신이 너무 깊었기 때문에 어느 누구도 다른 신앙을 가진 군대가 자신들의 영토에서 작전을 수행하는 것을 허용하지 않았다.

## 교전

스위스 농민 전쟁의 군사 작전

양측은 무력 충돌에 대해 공개적으로 준비하기 시작했다. 도시들은 그들의 군대가 해당 지역의 농촌 인구에서 모집된 민병대였지만, 정확히 이 농촌 인구가 그들에게 등을 돌렸다는 문제에 직면했다. 베른은 봉기의 영향을 받지 않은 두 지역인 보주와 베른고원에서 군대를 모으기 시작했다. 베른과 루체른 당국은 타크자충에 있는 다른 주의 지원을 받았다. 취리히의 파견에서 봉기는 처음으로 ‘혁명’으로 불렸다.[d]
1653년 5월 18일, 농민들은 베른과 루체른에 최후통첩을 전달하고, 16,000명의 군대를 모았다. 베른시가 항의 편지를 보내자 농민들은 뢰엔베르거가 이끄는 베른으로 진군해 1653년 5월 22일에 도착했다. 에메네거가 이끄는 두 번째 군대가 루체른을 포위했다. 시 당국은 무력 충돌에 대한 준비가 되어 있지 않았고, 즉시 협상에 착수했다. 며칠 만에 평화협정이 체결되었다. 로이엔베르거와 베른 시장 니클라우스 다히젤호허가 서명한 무리펠트(무리펠트프리덴, 농민 군대의 진영이 있던 베른 바로 외곽의 들판의 이름을 따서 명명됨)에서, 베른 시의회는 1653년 5월 28일 후트빌 동맹의 해산에 대한 대가로 농민의 재정 요구를 이행하기로 약속했다. 이러한 발전을 고려하여 루체른시와 포위 중인 농민들은 휴전에 합의했다. 로이엔베르커의 군대는 베른 포위를 해제하고 후퇴했지만, 사람들은 지도자들을 따르기를 거부하고 후트빌 동맹을 해산하는 데 반대했다.
1653년 5월 30일, 타크자충과 이전 베른의 요구에 대한 조기 해결에 따라 취리히는 콘라트 베르트뮐러의 지휘하에 자체 영토, 투르가우 및 샤프하우젠에서 신병으로 군대를 소집하여 어떤 무장 저항이라도 단번에 그리고 영원히 무너뜨릴 임무를 받았다. 말 800마리와 대포 18문을 들고 약 8,000명의 병사가 아르가우를 향해 진군했다. 이미 3일 후 베르트뮐러의 군대는 멜링엔에서 로이스강의 중요한 횡단을 통제했다. 인근 마을 볼렌쉬빌 및 오트마르지겐 주변의 언덕에서 로이엔베르커와 쉬비가 이끄는 약 24,000명의 농민 군대가 모였다. 농민 대표단은 베르트뮐러와 협상을 시도하여 무리펠트에서 체결된 평화 조약을 보여주었다. 불과 며칠 전에 체결된 이 조약을 그때까지 몰랐던 베르트뮐러는 계약의 유효성을 인정하지 않고 농민의 무조건적인 항복을 요구했다. 이에 반박하여 농민들은 1653년 6월 3일에 베르트뮐러의 군대를 공격했지만, 장비도 열악하고 포병도 없었기 때문에 볼렌쉬빌 전투에서 결정적으로 패배했다. 농민들은 허트빌 동맹을 무효화시킨 멜링겐의 평화에 동의할 수밖에 없었다. 농민군은 집으로 돌아갔고 운동의 지도자들을 제외하고는 사면이 선언되었다.
지그문트 폰 에를라흐 휘하의 베른군은 취리히의 군대를 만나기 위해 베른에서 아르가우로 진격했다. 이러한 이중 압력 아래 농민의 저항은 무너졌다. 폰 에를라흐의 군대는 19문의 대포와 약 6,000명의 병사가 있었다. 작전은 진정한 징벌적 원정이었다. 군대는 가는 길에 마을을 약탈했고 심지어 마을 특권을 상실하고 다시 마을로 선언된 작은 마을인 비들리스바흐(Wiedlisbach)의 방어 시설을 파괴했다. 1653년 6월 7일, 베르너군은 볼렌슈빌에서 돌아오는 길에 약 2,000명의 뢰엔베르거 군대 병사와 만났다. 농민들은 헤르초겐부흐제로 후퇴했다. 그들이 폰 에를라흐의 군대에 의해 패배한 작은 마을은 전투 중에 불에 탔다. 니클라우스 로이엔베르커는 도주하여 숨었지만, 이웃에게 배신을 당하고 1653년 6월 9일 베른 지방 행정관 사무엘 트리볼레에게 체포되었다.
반란이 시작된 엔틀레부흐 계곡은 조금 더 오래 저항했다. 1653년 6월 5일 쉬비가 지휘하는 농민군은 우리의 세바스찬 페레그린 츠비어가 지휘하는 스위스 중부 칸톤과 루체른 시의 합동군이 보유하고 있는 기시콘에서 다리를 얻기 위해 헛되이 시도했다. 그 후 몇 주 동안 츠비어의 군대는 계곡을 천천히 통과하여 1653년 6월 20일까지 완전히 통제했다. 쉬비는 며칠 후 체포되어 주르제에 수감되었다.

## 여파

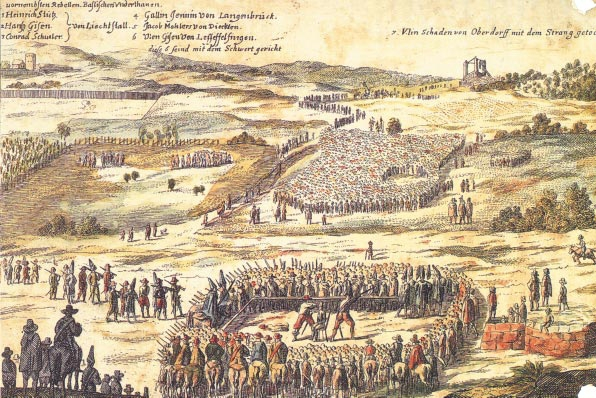
1653년 7월 24일 바젤에서 농민전쟁의 주모자 7명이 처형되었다. 6명은 목이 잘렸고, 1명은 교수형에 처해졌다.

시 당국은 후트빌 동맹의 지도자들을 가혹하게 처벌했다. 베른은 멜리겐 조약이 자국 영토에서 무효라고 주장하면서 사면과 함께 멜리겐의 평화 조건을 받아들이지 않았고 농촌 주민들을 가혹하게 탄압했다. 농민들에게는 거액의 벌금이 부과되었고 군사 작전 비용을 충당하기 위해 만들어졌다. 무리펠트의 평화는 후트빌 동맹과 마찬가지로 베른 시의회에 의해 무효로 선언되었다. 농촌 주민들은 무장해제되었다. 운동의 대표자들 중 많은 사람들이 투옥되고 고문을 받았으며 마침내 사형선고를 받거나 갤리선에서 노역을 하거나 추방되었다. 크리스티안 쉬비는 1653년 7월 9일 주르제에서 처형되었다. 니클라우스 로이엔부르커는 1653년 9월 6일 베른에서 참수되고 4분의 1로 절단되었다. 그의 머리는 후트빌 동맹의 동맹서한(Bundesbrief)의 네 사본 중 하나와 함께 교수대에 못 박혔다. 베른주에서 가장 가혹한 형벌이 내려져 23건의 사형이 선고되었고, 폰 에를라흐의 군대에 의해 군법정에서 수많은 다른 저명한 농민들이 처형되었다.
당국은 완전한 군사적 승리를 거두었지만, 일반 대중에 대한 더 이상의 가혹한 조치를 자제했다. 전체 사건은 도시가 농촌 주민의 지원에 의존한다는 것을 분명히 보여주었다. 봉기를 진압하는 것은 취리히와 우리 군대의 도움이 있어야만 어려움을 겪을 수 있었다. 농민들이 후트빌 동맹을 취리히 시골까지 확장하는 데 성공했다면 갈등의 결과는 달라졌을 것이다. 시 당국은 그들의 본질적으로 운이 좋은 탈출을 잘 알고 있었고, 다음 해의 행동은 그것을 반영한다. 그들은 정치적으로 농촌 인구를 무력화시키기 위한 조치를 취하는 한편, 농민들의 원래 재정 요구를 충족시켜 경제적 압박을 완화했다. 조세 개혁이 통과되어 예를 들어 루체른 주에서 인구의 전체 과세가 17세기 후반에 감소했다.
주터는 심지어 1653년의 농민 전쟁이 스위스에서 절대주의 경향의 추가 발전을 방해했고, 프롱드의 난 이후 프랑스에서 발생한 것과 유사한 발전을 방해했다고 결론지었다. 스위스주 당국은 훨씬 더 신중하게 행동해야 했으며, 시골 사람들을 존중할 수밖에 없었다. 예를 들어 베른은 지역 행정관에게 충돌 가능성을 최소화하기 위해 훨씬 덜 거만하고, 덜 권위적인 태도를 취하도록 지시했다. 시의회는 농촌 주민들이 부패, 무능, 부당한 이득을 취했다는 이유로 많은 불만을 제기한 일부 지역 행정관에 대해 법적 절차를 시작했다. 니클라우스 로이엔 베르커를 생포한 사무엘 트리볼레와 같은 트라흐셀발트의 지역 행정관은 1654년 초에 해임되어 재판을 받고 추방되었다.[e] 1705년부터 1705년부터 베른 주재 영국 대사로 있었던 아브라함 스타년(Abraham Stanyan)은 1713년, 1714년에 출판된 《스위스 해설》(An account of Switzerland)라는 제목의 광범위한 논문에서 그는 당국의 통치가 다른 유럽 국가와 비교하여 낮은 세금을 명시적으로 언급하고, 비교적 연약한 정부의 이유를 설명하면서 특히 반란에 대한 두려움으로 온건한 것으로 설명했다.

## 사초 기록

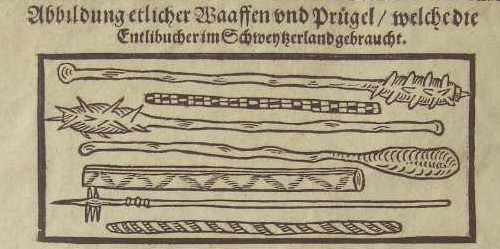
농민들이 사용한 무기

농민 전쟁 이후 수십 년 동안 시 당국은 거의 성공적인 반란에 대한 기억을 억누르려고 노력했다. 농민이 사용하는 깃발이나 무기, 특히 타격 끝에 못이 달린 전형적인 곤봉(Bauern-) Knüttel이라고 함)과 같은 저항 상징은 불법화되고 압수되고 파괴되었다. 후트빌의 동맹서한과 같은 문서는 도시 기록 보관소의 금고에 숨겨져 있었다. 지도자들이 처형된 장소에 대한 공개적인 추모나 순례는 금지되었고, 농민이 전쟁 노래를 부르는 것도 사형이 선고되었다. 베른은 사건의 기억을 검열하는 데 특히 적극적이었고, 농민 지도자의 이미지를 억압하려고 노력했다. 스위스의 앙시앵 레짐 기간 동안 쓰여진 역사 문헌은 일반적으로 공식 어법을 따르며 농민 전쟁을 언급한다면, 소작농 전쟁을 언급할 경우에는 단지 짧고 부정적인 용어로만 언급한다. 관점이 다른 저서는 종종 금지되었다. 검열은 완전히 성공적이지는 않았다. 농촌 주민들은 개인적으로 1653년의 기억을 생생하게 간직했으며, 이 사건에 대한 다양한 설명이 독일에서 출판되었다.

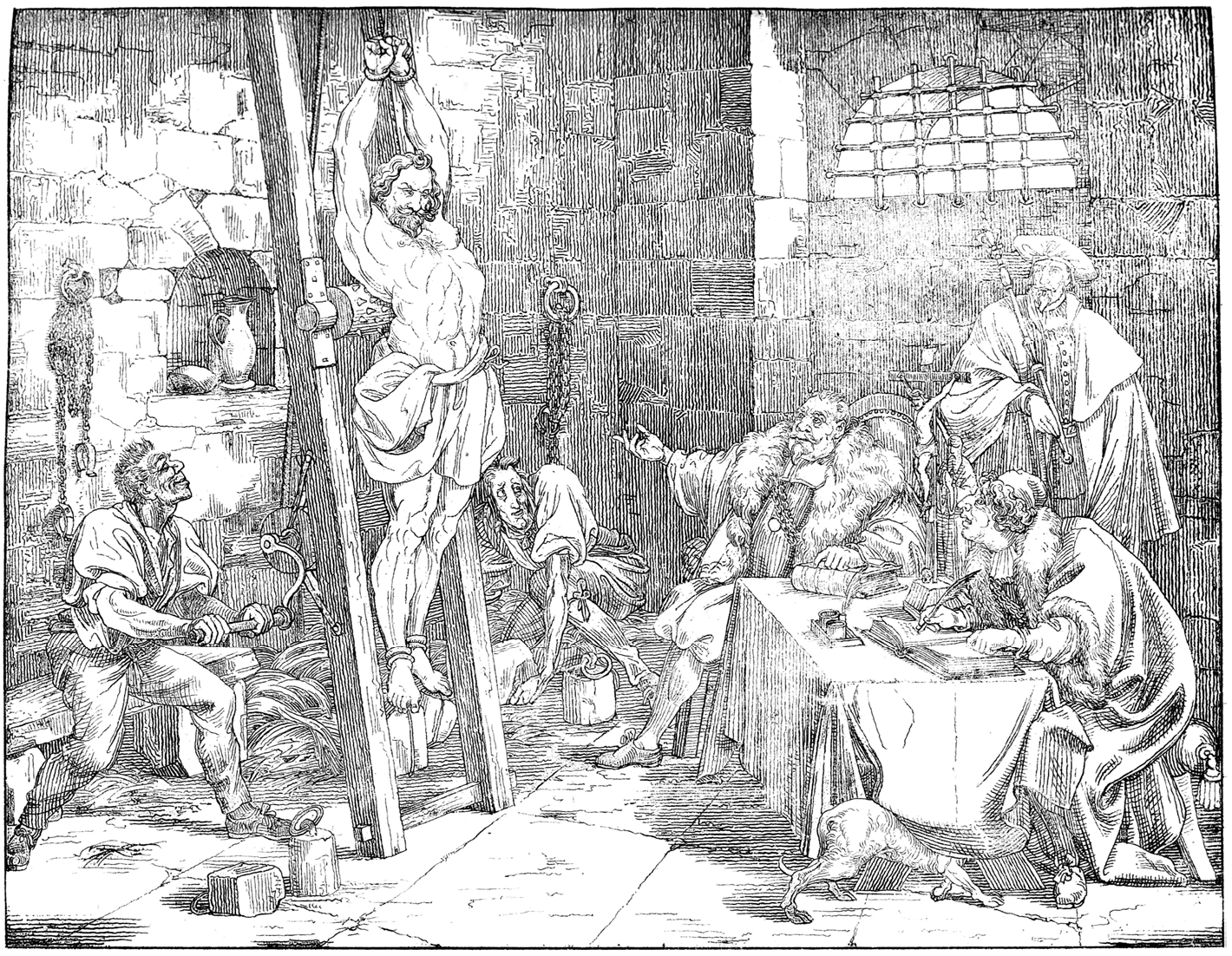
고문을 받는 쉬비 1840년 마르틴 디스텔리 그림. 이 그림은 십자가에 못 박힌 그리스도에 대한 우화인 주르제에서 고문을 당한 농민 지도자 크리스티안 쉬비를 보여준다.

19세기에는 공식적인 견해가 점점 더 모호해졌다. 귀족적인 앙시앵 레짐은 나폴레옹 전쟁 동안 심각하게 약화되었는데, 그 당시 연방은 프랑스의 위성 국가였다. 헬베티아 공화국의 에피소드는 오래 지속되지 못했지만, 주민들에게 민주주의적 이상을 심어주었다. 나폴레옹 시대가 끝난 후 앙시앵 레짐의 복원은 1848년 스위스가 최초의 민주 헌법이 통과되어 연방국가가 될 때까지 일시적인 것으로 판명되었다. 복고 기간 동안 민주주의 출판사들은 농민 전쟁의 역사를 비유로 도구화하고 해석했다. 1653년 농민전쟁을 권위주의 체제를 극복하려는 자신들의 노력의 초기 전조로 보고, 민주적 출판사들은 농민전쟁의 역사를 당시 민주주의를 위한 투쟁에 대한 우화로 해석했다. 잘 알려진 예로는 1839/40년 마르틴 디스텔리가 그린 삽화가 있는데, 그는 농민전쟁의 장면을 우화적으로 사용했다.
그러나 공식적인 견해는 기껏해야 양면적이었다. 예를 들어, 1891년 스위스 600주년 기념을 위한 연극 제작에서 1653년 농민 전쟁에 할애된 장면은 주최측의 요구에 따라 잘렸다. 1653년 농민과 그 지도자를 기리는 최초의 동상은 농민 전쟁 250주년을 기념하여 1903년에 세워졌다. 쉬비와 에메네커를 기리는 기념비가 1903년 7월 26일 에숄츠마트(Escholzmatt)에서 공개되었고, 뤼더스빌에서 로이엔베르커[f]를 기리는 동상이 세워졌다. 1904년 9월 25일, 리스탈에서 전쟁에서 희생된 농민을 기리는 오벨리스크가 세워졌다. 전쟁 300주년이 되는 1953년에 여러 다른 장소에 더 많은 동상과 명판이 설치되었다. 예를 들어 농민 지도자가 투옥되었던 주르제의 예배당에서 쉬비를 보여주는 부조가 있다.
농민 전쟁의 이데올로기적 도구화는 20세기에도 일어났다. 스위스 마르크스주의 역사가인 한스 뮐레슈타인은 1940년대와 1950년대에 일어난 1653년의 사건을 ‘계급투쟁’이라는 마르크스주의 개념에 부합하는 진보적 부르주아지의 초기 부르주아 혁명으로 해석했다. 많은 후대의 역사가들은 지지할 수 없는 것으로 간주한 견해였다.
현대 역사가들은 일반적으로 농민 전쟁이 스위스 역사에서 중요한 사건이었고, 중세 후기 유럽의 다른 민란과 비교할 때 중요한 사건이었다는 데 동의한다. 그러한 반란은 그 당시에는 흔한 사건이었고, 종종 과도한 과세에 의해 동기가 부여되었다. 1653년의 농민 전쟁은 스위스에서 다음과 같은 세 가지 이유로 귀결된다.
1. 반란은 여러 칸톤을 덮을 정도로 빠르게 확산되었지만, 남부 연합의 이전 봉기는 변함없이 지역 문제였다.
2. 농민들은 잘 조직되어 있었고, 전에는 없었던 유일한 군대를 동원하여 통치자들에 대항했다. 농민 지도자들은 자신들이 가담한 이전의 실패한 소규모 반란들로부터 분명히 배웠다.
3. 농민들의 목표는 처음으로 옛 권리의 순수한 회복과 세금 감면을 넘어섰다. 후트빌 동맹은 지금까지 의심할 여지가 없는 당국의 통치 권한을 근본적으로 거부했다.[1][7][65]

2003년, 베른시는 구스위스 연방 수호 650주년을 기념하여 수개월 동안 역사박물관에서 열리는 전용 박람회와 역사 교과서 《베른의 용기있는 시간》(Berns mutige Zeit)의 출판을 포함하여 많은 행사를 개최했다. 동시대의 농민 전쟁 350주년 기념일은 도시의 몇몇 신문 기사에만 반영되었지만, 시골에서는 연설, 학회, 에멘탈의 에기빌에서 연극 제작 등 야심차고 매우 성공적인 야외 활동으로 널리 기념했다.

## 참고서적
- Blickle, P.: Deutsche Untertanen, Ch. Beck Verlag, Munich, 1981. In German. ISBN 3-406-08164-9
- Holenstein, A. (2004): Der Bauernkrieg von 1653. Ursachen, Verlauf und Folgen einer gescheiterten Revolution; pp. 28 – 65 in: Römer, J. (ed.): Bauern, Untertanen und "Rebellen", Orell Füssli Verlag, Zürich, 2004. ISBN 3-280-06020-6. An earlier, abridged version appeared under the same title 보관됨 7월 6, 2011 - 웨이백 머신 in Berner Zeitschrift für Geschichte und Heimatkunde, no. 66, pp. 1 – 43; 2004. (In German.)
- Holenstein, A. (HDS 2005): Condominiums in  독일어, 프랑스어, 이태리어 in 온라인 Historical Dictionary of Switzerland, September 6, 2005. URL last accessed November 20, 2006.
- Hostettler, U. (2003): "Mach Mist, derweil Du Landvogt bist" – Die Gnädigen Herren – Samuel Tribolet, Berner Zeitung, April 19, 2003. In German. URL last accessed January 24, 2010.
- Hostettler, U. (2003–2): Stationentheater Eggiwil: Bauernkrieg 1653 – Skript. Script of a Swiss theatre production in 2003, including background information on the history. In German. URL last accessed January 24, 2010.
- Im Hof, U.: Geschichte der Schweiz, 7th ed., Stuttgart: Kohlhammer Verlag, 1974/2001. ISBN 3-17-017051-1. In German.
- Landolt, N. (2004): Revolte oder Krieg? Regional unterschiedliche Ausprägungen des Bauernkrieges 1653, pp. 87 –104 in Römer, J. (ed.): Bauern, Untertanen und "Rebellen", Orell Füssli Verlag, Zürich, 2004. ISBN 3-280-06020-6.
- Messmer, K. (2003): Die Entlebucher – der Ursprung alles Übels, Canton of Lucerne, Dept. of Justice and Culture, in collaboration with the newspaper Neue Luzerner Zeitung, March 15, 2003. In German. URL last accessed August 18, 2006.
- Mühlestein, H. (1942): Der grosse schweizerische Bauernkrieg, self-published, Celerina, 1942. Reprinted 1977, Unionsverlag, Zürich; ISBN 3-293-00003-7. For a gist of this Marxist interpretation, see Vorwärts: Der schweizerische Bauernkrieg 1653 보관됨 12월 14, 2006 - 웨이백 머신. URL last accessed August 17, 2006.
- Muster, E.: Texte und Bilder zum Grossen Schweizerischen Bauernkrieg von 1653 ("Texts and images on the great Swiss peasant war of 1653"); in German. URL last accessed November 21, 2006.
- Römer, J. (2004): 1653: Geschichte, Geschichtsschreibung und Erinnerung, pp. 8 – 27 in Römer, J. (ed.): Bauern, Untertanen und "Rebellen", Orell Füssli Verlag, Zürich, 2004. ISBN 3-280-06020-6.
- Stanyan, A. (1714): An account of Switzerland, published by Jacob Tonson, London, 1714.
- Römer, J. (2004–2): Der Bauernkrieg als Revolution und die Revolution als Bauernkrieg, pp. 131 – 142 in Römer, J. (ed.): Bauern, Untertanen und "Rebellen", Orell Füssli Verlag, Zürich, 2004. ISBN 3-280-06020-6.
- State Archive of Lucerne: Bauernkrieg 1653: Forderungen von Stadt und Amt Willisau an die städtische Obrigkeit, 21. Februar 1653 보관됨 7월 6, 2011 - 웨이백 머신, facsimiles and transcriptions of original documents; in German. URL last accessed August 17, 2006.
- Stüssi-Lauterburg, J.; Luginbühl, H.; Gasser, A.; Greminger, A. (2003): Verachtet Herrenpossen! Verschüchet fremde Gäst!, Verlag Merker im Effingerhof, Lenzburg; 2003. ISBN 3-85648-124-9.
- Suter, A. (1997): Der Schweizerische Bauernkrieg von 1653. Politische Sozialgeschichte – Sozialgeschichte eines politischen Ereignisses, Frühneuzeitforschungen Vol. 3; Biblioteca Academica Verlag, Tübingen, 1997. ISBN 3-928471-13-9.
- Suter, A. (HDS 2002): Bauernkrieg (1653) in  독일어, 프랑스어, 이태리어 in 온라인 Historical Dictionary of Switzerland, May 14, 2002. URL last accessed August 16, 2006.
- Suter, A. (2004): Kollektive Erinnerungen an historische Ereignisse – Chancen und Gefahren. Der Bauernkrieg als Beispiel, pp. 143 – 163 in Römer, J. (ed.): Bauern, Untertanen und "Rebellen", Orell Füssli Verlag, Zürich, 2004. ISBN 3-280-06020-6.
- Wahlen, H.; Jaggi, E. (1952): Der schweizerische Bauernkrieg 1653 und die seitherige Entwicklung des Bauernstandes, Buchverlag Verbandsdruckerei, Bern, 1952. Published on the occasion of the tricentennial of the peasant war. No ISBN. In German.
- Wirz, H.K. (1653): Ohnpartheyliche substantzliche Beschreibung, der Eydtgnössischen Unruhen, im Jahre Christi 1653 보관됨 7월 3, 2007 - 웨이백 머신 ("Impartial description of the uprisings in Switzerland in the year of the Lord 1653"), Zürich, 1653. University library of Lucerne. URL last accessed August 17, 2006.
- Wirz, H.K., Basler, J., Gloggner, J.B. et al.: [Untitled] Darstellungen und Dokumente zum Bauernkrieg 1653 보관됨 1월 18, 2005 - 웨이백 머신, late 17th or early 18th century. University library of Lucerne. URL last accessed August 17, 2006.
- Wohler, A. (HDS 2005): Free Districts – Under Confederate Rule in  독일어, 프랑스어, 이태리어 in 온라인 Historical Dictionary of Switzerland, March 31, 2005. URL last accessed November 20, 2006.
- Wohler, A. (HDS 2005): Free Districts in  독일어, 프랑스어, 이태리어 in 온라인 Historical Dictionary of Switzerland, March 31, 2005. URL last accessed November 20, 2006.
- Würgler, A. (HDS 2001): Tagsatzung: Anfänge und Entwicklung bis 1798 in  독일어, 프랑스어, 이태리어 in 온라인 Historical Dictionary of Switzerland, March 1, 2001. URL last accessed February 19, 2007.

## 주해
- a  모든 날짜는 그레고리력에 따르며, 그레고리력은 모든 가톨릭 칸톤에서 이미 시행되고 있었다. 개신교 칸톤들은 그 당시에도 여전히 율리우스력을 따랐다.[69]

## 추가 자료
- Blickle, P.: Deutsche Untertanen, Ch. Beck Verlag, Munich, 1981. In German. ISBN 3-406-08164-9.